# Bisbat de Viena del Delfinat
L'arquebisbat de Viena del Delfinat (francès: Archidiocèse de Vienne, llatí: Archidioecesis Viennensis Allobrogorum) al Delfinat és una jurisdicció eclesiàstica de França, que hauria estat el primer bisbat de la Gàl·lia vers el 160. Fou suprimit el 1790 per la Constituent.

## Territori
La seu arxiepiscopal era la ciutat de Viena, al Delfinat (actual departament d'Isère), on l'església de San Maurici servia de catedral.
El 1714 i el 1745 l'arxidiòcesi estava subdividida en 430 parròquies.
Al segle xviii la província eclesiàstica de Vienne comprenia les següents diòcesis sufraganies: Die, Ginebra, Grenoble, Maurienne, Valença i Viviers.

## Història
La diòcesi de Viena va ser erigida segons la tradició en els segles I o II, i el primer bisbe hauria estat sant Srescent, deixeble desant Pau, esmentat en la segona carta a Timoteu No obstant això, el primer bisbe conegut a partir de certes fonts històriques és Vero, que va assistir al concili d'Arle el 314; la diòcesi podria remuntar-se al segle iii.
Tot i que va ser la capital romana de la província de la Gàl·lia Viennense, Viena va ser originalment sufragània de l'arxidiòcesi d'Arle, una ciutat que per la seva importància i el seu paper polític (el 407 es va convertir en la seu de la prefectura pretoriana de la Gàl·lia) va adquirir certa autoritat no només a la província, sinó que a tota la Gàl·lia. Aquesta autoritat no obstant això va ser contestada pels bisbes de Viena, que van reclamar el títol metropolità com una antiga capital. El 5 de maig de 450 el Papa Lleó el Gran va marcar la divisió final de la Gàl·lia Viennense en dues províncies eclesiàstiques, assignant a Viena les diòcesis de bisbat de Valença, Grenoble i Ginebra, mentre que les altres van romandre subjectes a la seu metropolitana d'Arles. A aquestes tres diòcesis, el Papa també ha afegit la diòcesi de Tarentaise, que des del punt de vista civil, era part de la província de  Alpes Poenninae et Graiae. No va ser fins al Papa Calixt II, la província eclesiàstica va adquirir la fisonomia que mantindria fins a la Revolució Francesa.
El bisbe Orso, el 794, va haver de donar suport i defensar al sínode de Frankfurt les prerrogatives i drets de la seva pròpia església en contra de les reclamacions i prevaricacions de la metropolitana d'Arle.
L'antiga catedral de Viena, dedicada a sant Maurici, va ser reconstruïda pel bisbe Léger entre 1030 i 1070 i en la seva forma actual durant el segle següent; va ser consagrada pel papa Innocenci IV el 20 d'abril de 1251. A la catedral, l'arquebisbe Guy de Bourgogne va ser coronat Papa, elegit el 9 de febrer de 1199 sota el nom de Calixt II. L'any següent, Calixt II confirmà la primacia dels arquebisbe de Vienna sobre els d'Auch, Bordeaux, Bourges, Embrun, Narbona i Tarentaise.
Des d'octubre de 1311 fins a maig de 1312 a la catedral de Viena es va produir un dels concilis medievals de l'Església catòlica, en què es va decidir suprimir l'ordre dels Cavallers Templers.
La arxidiòcesi va ser suprimida després del concordat de 1801 amb la butlla Qui Christi Domini del Papa Pius VII del 29 de novembre de 1801 i el seu territori es va fusionar amb el de les diòcesis de Grenoble i Valença.
Al juny de 1817 entre la Santa Seu i el Govern francès s'estipulà un nou concordat, que va ser seguit el 27 de juliol de la butlla Commissa divinitus, amb la qual el Papa restaurava la seu metropolitana de Viena. L'1 d'octubre, va ser nomenat nou arquebisbe Etienne-Marie de Boulogne, bisbe de Troyes. No obstant això, ja que el concordat no va entrar en vigor perquè no ratificat pel Parlament de París, ni l'erecció ni el nomenament no van tenir cap efecte.
El 15 de desembre de 2006, la diòcesi de Grenoble va canviar el seu nom al de diòcesi de Grenoble-Viena.

## Cronologia episcopal
El catàleg més antic dels bisbes de Viena està contingut a la Cronaca d'Adó, arquebisbe de Viena en la segona meitat del segle ix, considerat fiable, ja que utilitza un catàleg existent i el de 48 bisbes esmentats en aquest document (incloent Adó), 29 també estan documentats per fonts independents de la Cronaca i en el mateix ordre. En el moment del bisbe Léger (segle xi), autor d'un Liber episcopalis Viennensis ecclesiae, hi havia dues sèries episcopals, una considera que Léger és el 56è bisbe de Viena, i l'altre el 61è els cinc bisbes interpolats es deuen a falsos privilegis, que en aquell moment es consideraven autèntics. En les dues llistes els primers quaranta bisbes, fins Austrebert (primera meitat del segle viii), tots són considerats sants.
- Sant Crescenci, vers 160
- Sant Zacaries
- Sant Martí
- Sant Veri I
- Sant Just
- Sant Dionís
- Sant Paracodes, vers 235
- Sant Pascasi, († vers 310/312)[7]
- Sant Veri II, vers 314, present al concili d'Arles el 314.
- Sant Nectari, vers 356
- Sant Florenci I, vers 374
- Sant Lupicí
- Sant Simplici vers 400 - vers 420; probablement "antifelicià", va refusar de participar en el Concili de Nimes (1 d'octubre de 396).
- Sant Claudi † (abans de 441 - després de 442)
- Sant Nicet, vers 449
- Sant Florenci II[8] que podria haver estat bisbe abans de sant Nicet
- Sant Mamert († vers 475 o 476), vers 462
- Sant Isici I †[9]
- Sant Avit † (abans de 494 - després de 15 de setembre de 517)[10]
- Sant Julià, vers 520 - vers 530
- Sant Domní
- Sant Pantagati † (citat el 538)
- Sant Isici II, vers 545 - vers 565
- Sant Naamat o Namaci († 559),
- Sant Felip, vers 567 - vers 580
- Sant Evanci, vers 580 - 586
- Sant Veri III, 586 - vers 590
- Sant Desideri † (abans de 596 - 602 o 603 deposat)
- Sant Dòmnol, 603 - 620?; va participar en el Concili de París (614) on va signar al costat d'Aridius de Lió i Florià d'Arle
- Sant Eteri †[11]
- Sant Clarent,
- Sant Sindulf † (abans de 627 vers - després de 650)[12]
- Sant Landelí, vers 625 - vers 650
- Sant Edicte †
- Sant Caldeolde, † (abans de 654 - després de 664)
- Sant Dodoleno †
- Sant Bobolí I †
- Sant Jordi, vers 699
- Sant Deodat †
- Sant Blidramne † (abans de 677/678 - després de 683)
- Sant Agrat † (citat el 726)
- Sant Bobolí II, 718 †
- Sant Austrebert †
- Sant Wilicari † (vers 731/741[13] - abans de 762[14] renuncià)
  - Sede vacante
- Berterico † (767 - ?)
- Pròcul †
- Sant Ursió † (citat el 794)
- Sant Wulferi o Wulfer† (vers 798 o 799 - 15 d'abril de vers 810 mort)
- Sant Bernardo † (vers 810 - 23 de gener de 842 mort)[15]
- Agilmaro o Aglimaro † (abans de 30 de desembre de 842 - 16 de juliol de 859 mort)
- Sant Adone † (abans de 22 d'octubre de 860 - 16 de desembre de 875 mort)
- Otranno † (prima de juny de 876 - 16 de setembre de 884 o 885 mort)
- Bernoino † (abans de 18 de maig de 886 o 887 - 16 de gener de 899 mort)
- Ragenfredo † (28 de gener de 899 consacrato - 30 d'abril de 907 mort)
- Alessandro I † (prima de maig de 908 - 17 de desembre de 926 o 927 mort)
- Sobó † (abans de 25 de desembre de 927 - vers de març de 549 o 950 mort)
- Sant Teobald I † (abans de 970 - vers 1000 mort)[16]
- Beat Burchard † (abans de 1011 - 20 d'agost de 1029 o 1030 mort)
- Léger † (1030 - 12 de juny de 1070 mort)
- Armand † (1070 - 1076 deposto)
- Warmond † (1077 - 1081 mort)
- Gontard † (1082 - 1084 nomenat bisbe de Valença)
- Guy de Bourgogne † (abans de 1090 - 9 de febrer de 1119 elegit papa amb el nom de Calixt II)
- Pierre I † (abans de 1121 - després de 1125)
- Etienne I † (abans de 1129 - vers 1145 renuncià)
- Humbert d'Albon † (1146 - 20 de novembre de 1147 mort)
- Hugues I † (vers 1148 - 1155 renuncià)
- Etienne II † (abans del'11 de febrer de 1155 - 26 de febrer de 1163 mort)
- Guillaume de Clermont † (1163 - després de 1166)
- Robert de La Tour du Pin † (abans de 1173 - 17 de juny de 1195 mort)
- Aynard de Moirans † (1195 - vers 1205 mort)
- Humbert II † (abans de febrer de 1206 - 19 de novembre de 1215 mort)
- Bournon † (1216 - 1218 renuncià)
- Jean de Bernin † (1218 - 17 d'abril de 1266 mort)
- Guy d'Auvergne de Clermont † (19 de setembre de 1267 - febrer de 1278 mort)
- Guillaume de Livron (o de Valence) † (13 de febrer de 1283 - vers 1305 mort)
- Briand de Lavieu (Lagnieu) † (6 de juliol de 1306 - 1317 mort)
- Simon d'Archiac † (3 de setembre de 1319 - 21 de desembre de 1320 renuncià, nomenat nomenat)
  - Simon d'Archiac † (21 de desembre de 1320 - 27 de febrer de 1321 renuncià) (administrador apostòlic)
- Guillaume de Laudun, O.P. † (27 de febrer de 1321 - 19 de desembre de 1327 nomenat arquebisbe de Tolosa)
- Bertrand de La Chapelle † (19 de desembre de 1327 - 1352 mort)
- Pierre Bertrand, O.S.B. † (3 d'octubre de 1352 - 1362 renuncià)
- Pierre Amiehl de Brénac, O.S.B. † (27 d'abril de 1362 - 9 de gener de 1363 nomenat arquebisbe de Nàpols)
  - Louis de Villars † (9 de gener de 1363 - 3 de setembre de 1377 mort) (administrador apostòlic)
- Humbert de Montchal † (16 de desembre de 1377 - 13 d'agost de 1395 mort)
- Thibaud de Rougemont † (20 d'agost de 1395 - 20 de febrer de 1405 nomenat arquebisbe de Besançon)
- Jean de Nanton † (20 de febrer de 1405 - 26 de juny de 1423 nomenat arquebisbe de París)
- Jean de Norry † (26 de juny de 1423 - 11 de febrer de 1439 nomenat arquebisbe de Besançon)
- Geoffroy Vassal † (16 de març de 1439 - 20 d'abril de 1444 nomenat arquebisbe de Lió)
- Jean Gérard de Poitiers † (26 de juny de 1447 - vers 1452 renuncià)
- Jean du Chastel † (28 de gener de 1452 - 21 de novembre de 1453 nomenat administrador apostòlicde Nîmes)
- Antoine de Poisieu (Poisieux) † (21 de novembre de 1453 - 1473 renuncià)
- Guy de Poisieu (Poisieux) † (28 d'abril de 1473 - 27 d'octubre de 1480 mort)
- Astorge Aimery † (11 de desembre de 1480 - 1482 mort)
- Angelo Catone de Supino † (24 de juliol de 1482 - 1495 mort)
- Antoine de Clermont † (1495 - 1497)
  - Federico Sanseverino † (1 de juliol de 1497 - 26 de gener de 1515 renuncià) (administrador apostòlic)
- Alessandro Sanseverino † (26 de gener de 1515 - 1527 renuncià)
  - Scaramuccia Trivulzio † (18 de març de 1527 - 3 d'agost de 1527 mort) (administrador apostòlic)
- Pierre Palmier (Paumier) † (7 de febrer de 1528 - 1554 mort)
  - Sede vacante (1554-1557)
- Charles de Marillac † (24 de març de 1557 - 2 de desembre de 1560 mort)
- Jean de La Brosse † (31 de gener de 1561 - 1569 renuncià)
- Vespasien Gribaldi † (24 de gener de 1569 - 1575 renuncià)
- Pierre de Villars † (9 de maig de 1575 - 1587 renuncià)
- Pierre II de Villars † (26 d'abril de 1591 - 1598 renuncià)
- Jérôme de Villars † (3 d'abril de 1598 - 18 de gener de 1626 mort)
- Pierre III de Villars † (18 de gener de 1626 - 25 de maig de 1662 mort)
- Henri de Villars † (25 de maig de 1662 - 27 de desembre de 1693 mort)
- Armand de Montmorin de San-Hérem † (19 de juliol de 1694 - 6 d'octubre de 1713 mort)
- François de Bertons de Crillon † (17 de setembre de 1714 - 30 d'octubre de 1720 mort)
- Henri-Osvald de la Tour d'Auvergne de Bouillon † (23 de març de 1722 - 3 de juliol de 1745 renuncià)
- Christophe de Beaumont du Repaire † (23 d'agost de 1745 - 19 de setembre de 1746 nomenat arquebisbe de París)
- Jean d'Yse de Saléon † (19 de desembre de 1746 - 10 de febrer de 1751 mort)
- Guillaume d'Hugues † (19 de juliol de 1751 - 7 de gener de 1774 mort)
- Jean-Georges Lefranc de Pompignan † (9 de maig de 1774 - 14 de desembre de 1789 renuncià)
- Charles François d'Aviau du Bois-de-Sanzay † (14 de desembre de 1789 - 1801 renuncià)